# Western Square Dance

Internationales Square-Dance-Symbol

Western Square Dance (auch Modern American Square Dance oder Modern Western Square Dance genannt) ist – im Gegensatz zum Traditional Square Dance – die moderne Art des Square Dance.

## Prinzip
Western Square Dance wird von einem Caller geleitet. Ein Square besteht aus vier Paaren, die sich in der Anfangsposition in Form eines Quadrats (Engl. square) aufstellen. Der Caller fügt im Sprechgesang zur Musik eine Reihe von verschiedenen Figuren aneinander, die von den Tänzern im Square ausgeführt werden. Die Anzahl der Squares, die gleichzeitig zu einem Caller tanzen, ist nicht beschränkt, und jeder Square tanzt unabhängig von den anderen. Der Square bildet für die Dauer eines Tips ein Tanzteam. Ein Tip besteht meistens aus zwei Tänzen (je ein Pattern- und Singing-Call) und wird durch eine Pause vom nächsten Tip getrennt, in der die Tänzer neue Squares bilden.

## Tanzprogramme
Es gibt zehn Tanzprogramme (Levels), die aufeinander aufbauen. Jedes Tanzprogramm umfasst dabei vollständig die vorherigen Programme und enthält dazu neue Figuren, Formationen und Konzepte, die in den fortgeschrittenen Tanzprogrammen einen beachtlichen Schwierigkeitsgrad haben. Die Programme werden von Callerlab, einer internationalen Vereinigung von Square Dance Callern in den USA verwaltet und gelegentlich angepasst. Bei Tanzveranstaltungen (Specials, Jamborees usw.) wird das angebotene Programm in der Regel vorher festgelegt und entsprechend angekündigt. Die Tänzer können sicher sein, dass das angebotene Tanzprogramm auf der ganzen Welt die gleichen Figuren umfasst.
| Kürzel | Programmname | Umfang                       |
| ------ | ------------ | ---------------------------- |
| B      | Basic        | 51 Figurengruppen            |
| MS     | Mainstream   | 17 Figurengruppen            |
| +      | Plus         | 30 Figuren                   |
| A1     | Advanced 1   | 47 Figuren                   |
| A2     | Advanced 2   | 36 Figuren und Konzepte      |
| C1     | Challenge 1  | 75 Figuren und Konzepte      |
| C2     | Challenge 2  | 74 Figuren und Konzepte      |
| C3a    | Challenge 3A | 78 Figuren und Konzepte      |
| C3b    | Challenge 3B | 73 Figuren und Konzepte      |
| C4     | Challenge 4  | ca. 700 Figuren und Konzepte |

(Stand Mai 2013)
Die Anzahl der für die Tanzprogramme angegebenen Figuren kann abweichen, wenn nicht wie hier ganze Figurengruppen (die ähnliche Figuren zusammenfassen), sondern die Einzelfiguren gezählt werden. Alle Programme schließen jeweils alle Figuren und Konzepte der niedrigeren Programme mit ein. Die Programme C3b und C4 unterliegen nicht der Standardisierung durch Callerlab.
Im Oktober 2006 wurde das „Basic“-Programm, das 2000 als eigenständiges Programm abgeschafft worden war, von Callerlab wieder offiziell aufgenommen. In Deutschland wird dieses Programm im Gegensatz zu anderen Ländern wie beispielsweise Schweden kaum angeboten.

### Varianten (Beispiele)
Die folgenden Varianten sind nicht durch Callerlab normiert, werden aber gelegentlich bei Club-Abenden oder Veranstaltungen angeboten:
- Hot Hash ist sehr schnelles Mainstream. Die Herausforderung liegt in der hohen Geschwindigkeit. Meist werden dabei Figuren, die nur der Zeitgewinnung dienen, nicht angesagt.

- Fun Squares – Der Schwerpunkt hierbei liegt nicht auf exaktem Tanzen, sondern beim Spaß. Hier kommt es beispielsweise vor, dass Paare bei einer sogenannten Scatter-Promenade den Square wechseln. Eine verbreitete Fun-Square-Variante ist die Hexagon-Formation; Ausgangsposition ist dabei nicht ein Quadrat mit vier, sondern ein Sechseck mit sechs Tanzpaaren.

## Kurse, Wettbewerbe
Die notwendigen Figuren und Schritte können von nahezu jedermann erlernt werden, dazu veranstalten Square-Dance-Clubs einen etwa neunmonatigen Kurs (class), der meistens im Herbst beginnt und im Frühsommer mit einer Abschlussfeier (graduation) endet.
Wettbewerbe gibt es beim Square Dance seit den 1950er Jahren nicht mehr. Er wird weltweit „aus Spaß an der Freude“ getanzt.

## Mode

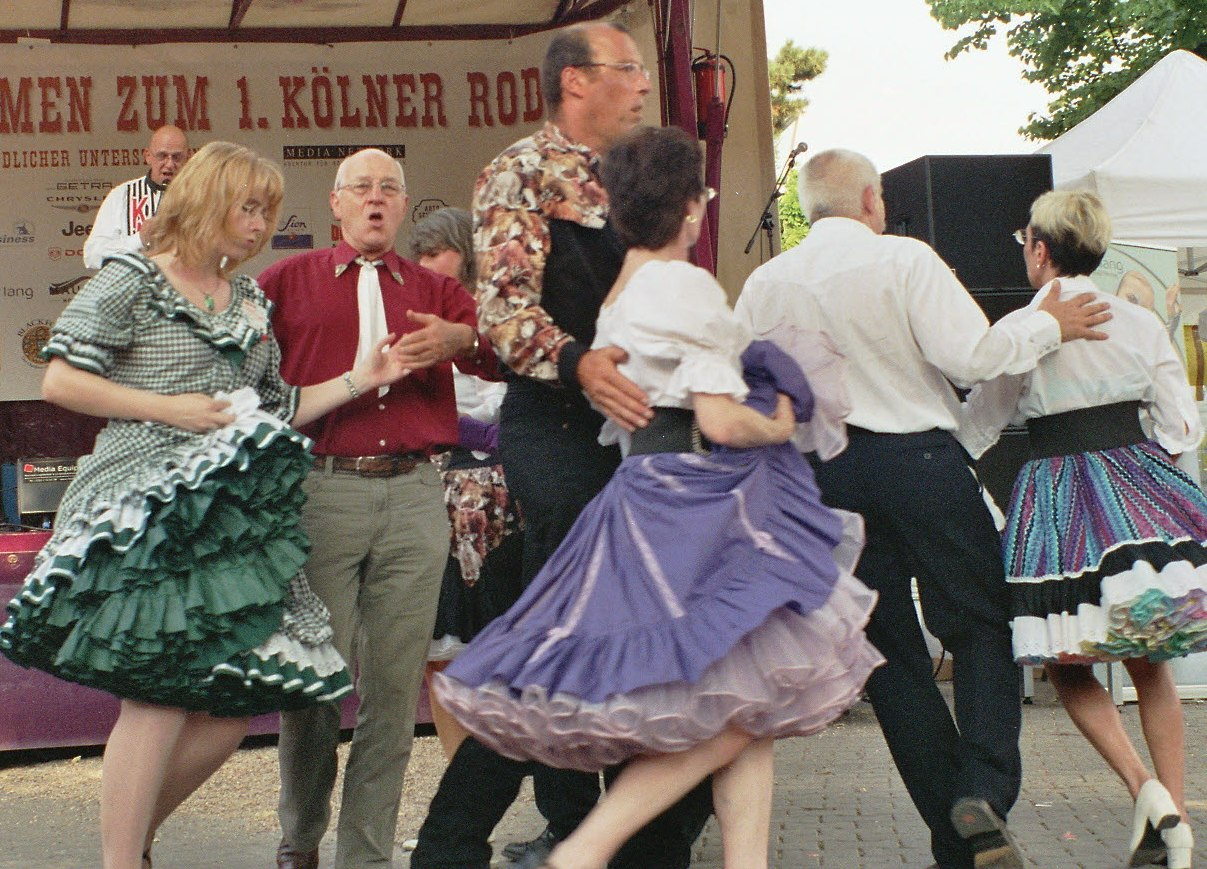
Deutsche Western-Square-Dance-Gruppe

In Deutschland wird traditionelle Square-Dance-Kleidung bei Veranstaltungen, Vorführungen und oft beim Besuchen fremder Clubs getragen. Beim Besuch des eigenen Clubabends unterliegen die Kleidungsbräuche einem Nord-Süd-Gefälle: während es im Süden Deutschlands fast überall üblich ist, zu jedem Clubabend in Square-Dance-Kleidung zu erscheinen, finden sich weiter nördlich deutlich mehr Clubs, in denen zum Clubabend Straßenkleidung getragen wird. Ein ähnliches Gefälle gibt es bei den Tanzprogrammen: Je höher das Tanzprogramm, desto mehr tendieren die Tänzer zu weniger formeller Kleidung. Gelegentlich wird ein bestimmter Clubabend im Monat als „Monatstanz“ bestimmt, zu dem die Tänzer in Tanzkleidung erscheinen sollten.
Die traditionelle Square-Dance-Kleidung umfasst:
- Die Herren tragen in der Regel ein Westernhemd mit langen Ärmeln, eine geflochtene Kragenschnur (Bolotie) oder ein Halstuch (Scarf), Kragenecken zur Verzierung, einen Gürtel mit dekorativer Schnalle (Buckle) sowie gelegentlich ein kleines Handtuch am Gürtel.

- Die Damen tragen meistens Bluse und einen Rock mit Gürtel, darunter einen Petticoat sowie sogenannte „Pettipants“ (Spitzenhöschen).

Bei der Kleidung kommt es selten zu Uniformität, dafür treten Paare häufig im Partnerlook auf. Im Gegensatz zu den Gepflogenheiten in Europa ist beispielsweise in den USA ein Zusammentreffen von Square-Dancern zum Tanz ohne entsprechende Tanzkleidung kaum denkbar.